# Norwegische Handelshochschule
Die Norwegische Handelshochschule (norw. Norges Handelshøyskole), kurz NHH, wurde 1936 in Bergen gegründet und gilt mit rund 4000 Studenten und fast 400 wissenschaftlichen Mitarbeitern als wichtigste Hochschule für Betriebs- und Volkswirtschaftslehre in Norwegen.

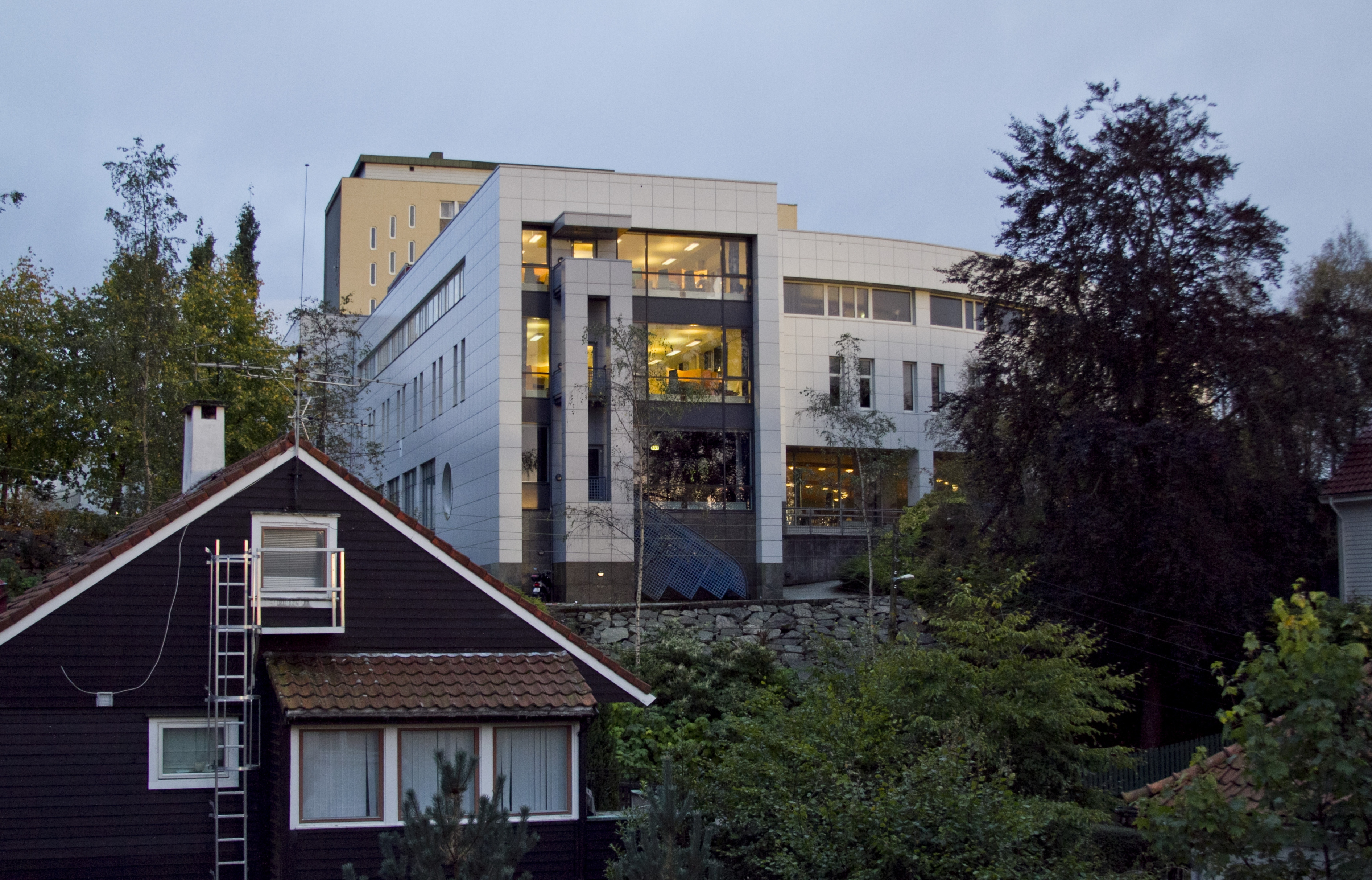
Handelshochschule (Handelshøyskole) Bergen

## Geschichte
Die NHH wurde aufgrund der langen Handelstradition der Hansestädte in Bergen aufgebaut. Ein Vorläufer war das 1904 gegründete Handelsgymnasium Bergen. Schon 1917 beschloss der Storting etwa gleichzeitig wie die anderen skandinavischen Länder, eine Handelshochschule zu gründen, doch wurde dieser Beschluss lange Zeit nicht umgesetzt. Vorkämpfer der Gründung der Hochschule war der Bergener Politiker Kristofer Didrik Lehmkuhl. Eine Statue Lehmkuhls steht heute vor dem Gebäude der Handelshochschule. Ein Grund für die Ansiedelung in Bergen war, dass nicht alle weiterbildenden Institutionen Norwegens auf Oslo, wo an der Universität Volkswirtschaft und Statistik gelehrt wurden, konzentriert werden sollten.
Am 7. September 1936 startete die Hochschule mit einem zweijährigen Studium, das mit dem Titel handelskandidat abschloss. Seit den 1950er Jahren orientierte man sich an dem Modell der amerikanischen business schools.
Ein großer Teil der Finanz- und Wirtschaftselite Norwegens wurde an der NHH ausgebildet. Zahlreiche Absolventen arbeiten in den Bereichen Unternehmensberatung, Wirtschaftsprüfung und im Bankwesen. Im Jahre 2004 erhielt der NHH-Absolvent Finn E. Kydland zusammen mit Edward C. Prescott den Nobelpreis für Wirtschaftswissenschaften.

## Master of Science-Studiengänge
- Wirtschaftswissenschaften
- Energie, Natürliche Ressourcen und Umwelt
- Finanzwesen
- Internationales Management
- Marketing und Markenmanagement
- Strategie und Management

## Ph.D.-Programm
Die Dissertationen der Absolventen des Ph.D.-Programms werden als Volltext auf der Website der Hochschule veröffentlicht.

## Bekannte Absolventen
- Svein Aaser (* 1946), CEO der Finanzgruppe DNB ASA
- Karl H. Borch (1919–1986), norwegischer Wirtschaftstheoretiker
- Kristin Clemet (* 1957), norwegische Politikerin
- Kristin Krohn Devold (* 1961), norwegische Politikerin
- Inge Ketil Hansen (* 1946), norwegischer Manager, Vorstandsmitglied von Hydro
- Knut Arild Hareide (* 1972), norwegischer Politiker
- Finn Jebsen (* 1950), norwegischer Manager der Orkla Group
- Siv Jensen (* 1969), norwegische Politikerin
- Karl Gustav Jöreskog (* 1935), schwedischer Mathematiker
- Idar Kreutzer (* 1962), norwegischer Manager, Direktor von Finans Norge
- Finn Erling Kydland (* 1943), norwegischer Ökonom
- Helge Lund (* 1962), norwegischer Manager, Vorsitzender des Board of Directors von BP
- Jens Ulltveit Moe (* 1942), norwegischer Unternehmer, Gründer des Energie- und Schifffahrtsunternehmens Umoe
- Jan Mossin (1936–1987), norwegischer Finanzmarkttheoretiker
- Agnar Mykle (1915–1994), norwegischer Schriftsteller
- Jo Nesbø (* 1960), norwegischer Musiker und Autor
- Victor Danielsen Norman (1946–2024), norwegischer Ökonom und Politiker
- Dag Jakob Opedal (* 1959), norwegischer Manager, CEO der Orkla Group
- Thorolf Rafto (1922–1986), norwegischer Wirtschaftshistoriker und Menschenrechtsaktivist
- Agnar Sandmo (1938–2019), norwegischer Wirtschaftswissenschaftler
- Knut Vollebæk (* 1946), norwegischer Politiker
- Tore Ellingsen (* 1962), norwegischer Wirtschaftswissenschaftler[4]

## Sonstiges
Die dreiteilige norwegische Thrillerserie „Mammon“ (2014) spielt zum Teil an der NHH.